# 61 Cygni
61 Cygni (in englischsprachiger Literatur auch als Bessel's star bezeichnet) ist der Doppelstern 61 Cygni A und 61 Cygni B im Sternbild Schwan. 61 Cygni ist vom Sonnensystem etwa 11,4 Lichtjahre entfernt und gehört damit zu den sonnennächsten Sternen. Er kann bereits mit einem Prismenfernglas in Einzelsterne aufgelöst werden.
Der Hauptstern 61 Cygni A besitzt eine scheinbare Helligkeit von +5,21 mag und gehört der Spektralklasse K5 V an. Er trägt in verschiedenen Sternkatalogen die Bezeichnungen HR 8085, HD 201091 oder SAO 70919.
Der +6,03 mag helle Begleitstern 61 Cygni B gehört zur Spektralklasse K7 V. Er trägt auch die Bezeichnungen HD 201092 und BD +38° 4344.

## Astronomische Bedeutung
61 Cygni war der erste Fixstern, dessen Entfernung direkt durch Bestimmung seiner jährlichen Parallaxe gemessen wurde. Dies gelang dem Astronomen Friedrich Wilhelm Bessel in den Jahren 1837 und 1838 an der Sternwarte Königsberg. Er benutzte dafür ein Heliometer, ein spezielles Teleskop, besonders geeignet zur Messung kleinster Winkel. Mit diesem Instrument war es möglich, die winzige periodische Verschiebung des Sterns, verursacht durch die Bewegung der Erde um die Sonne, zu messen. Bessel hatte seinerzeit berechnet, „dass von diesem Sterne das Licht zu uns erst in 9¼ Jahren gelangt“. (Zitiert nach Humboldt, Kosmos, S. 43, Eichborn-Edition 2004).
Seine Parallaxe beträgt nach modernen Messungen 0,29″. Bessel hatte seine geringe Distanz wegen der großen Eigenbewegung von über 5″ jährlich schon vermutet (siehe Schnellläufer). Bessels Ergebnis war im Mittel 0,31″ ± 0,02″. Das bedeutete, dass dieser Stern weit über dreißigtausend Mal weiter von der Sonne entfernt war, als der äußerste der damals bekannten Planeten, Uranus. Der Physiker und Wissenschaftsjournalist Dirk Lorenzen bezeichnete in einem Beitrag für den Deutschlandfunk 61 Cygni als einen der historisch bedeutendsten Sterne am Himmel. Erst diese Messung habe endgültig belegt, dass die Erde um die Sonne kreist und nicht umgekehrt. Die fehlende Parallaxe naher Sterne habe bis dahin immer als Einwand gegen das heliozentrische Weltbild gegolten.

Serie von Aufnahmen der Eigenbewegung im Abstand von jeweils einem Jahr im Zeitraum von 2012 bis 2020

Stellung des Begleitsterns von 61 Cygni
| Jahr | Winkelabstand | Positionswinkel |
| ---- | ------------- | --------------- |
| 1990 | 29,7″         | 148 Grad        |
| 2010 | 30,8″         | 152 Grad        |

## Lage

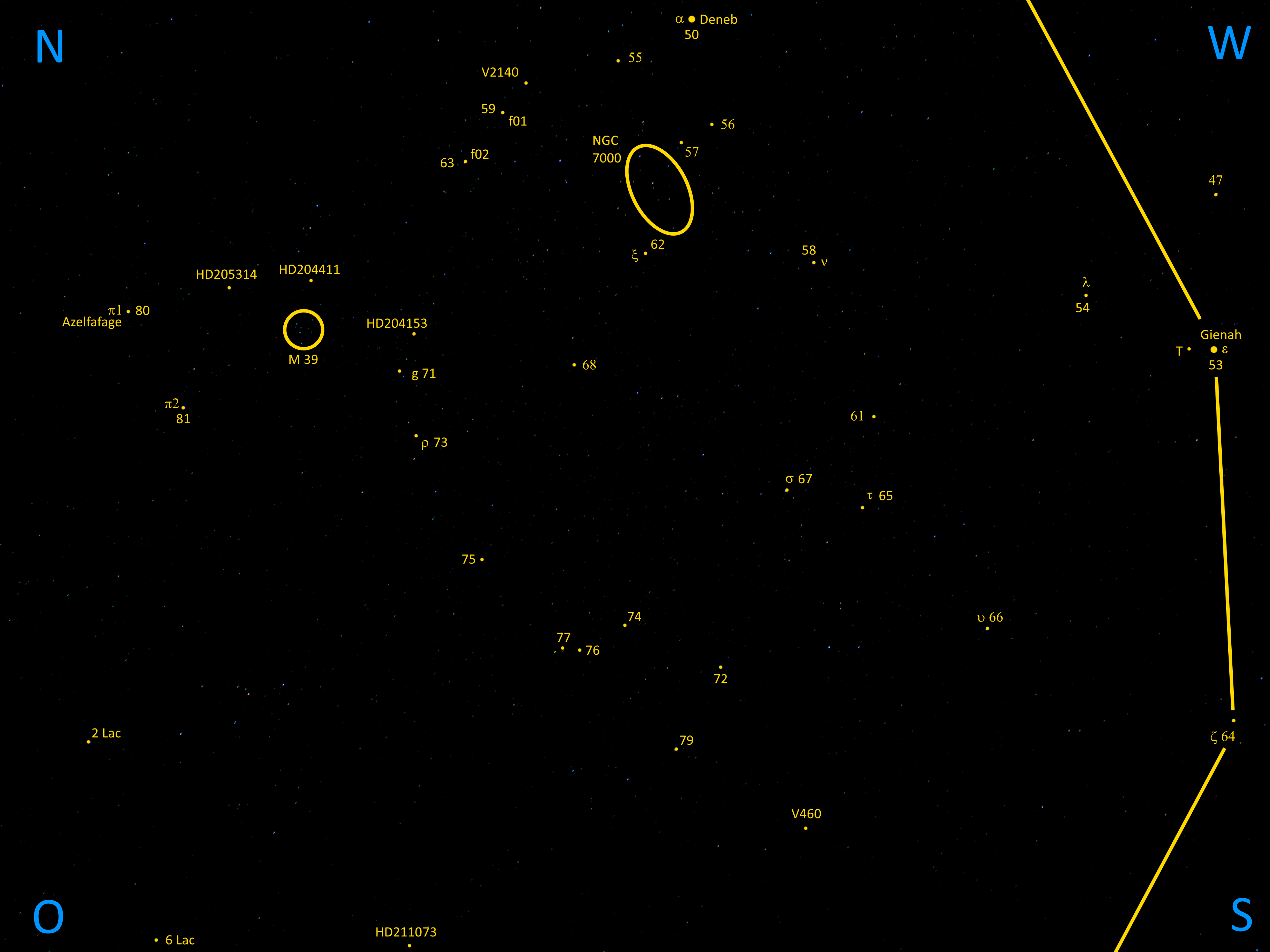
Lage im Sternbild Schwan zwischen Sternen 65 Cygni und 58 Cygni

61 Cygni liegt südöstlich des hellsten Sterns Deneb ({\displaystyle \alpha } oder 50 Cygni, 1,25m) im Schwanz und nordöstlich des dritthellsten Sterns Gienah ({\displaystyle \epsilon } oder 53 Cygni, 2,48m) im rechten (südlichen) Flügel des Sternbilds Schwan. Er befindet sich etwas rechts der Verbindungslinie auf einem Drittel der Strecke von 65 Cygni ({\displaystyle \tau }, 3,73m) nach 58 Cygni ({\displaystyle \nu }, 3,94m).
Nördlich von 61 Cygni befindet sich der Nordamerikanebel (NGC 7000).

## 61 Cygni in der Literatur und in Medien
Der Science-Fiction-Roman Chasm City von Alastair Reynolds spielt anfangs auf einem fiktiven Planeten Sky’s Edge, der den Stern 61 Cygni A umkreist.
Im Universum von Star Trek gilt 61 Cygni als die Heimat des Volks der Tellariten und wird auch Tellar genannt. Das Sekundärwerk Die Welten der Föderation stellt diese Verbindung erstmals her.
In Christopher Paolinis „Infinitum – Die Ewigkeit der Sterne“ gibt es menschliche Kolonien im System 61 Cygni. So wurde beispielsweise Ruslan, der um 61 Cygni A kreist, von Menschen besiedelt. Es kommt zu kriegerischen Auseinandersetzungen zwischen Menschen, den sogenannten Jellys, und Nachtmahren. Letztere besiegen alle Jellys im System.

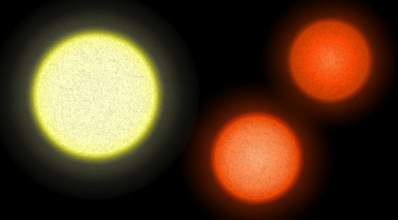
Größenvergleich zwischen der Sonne, 61 Cygni A (unten) und 61 Cygni B (oben)